# Grande-Bretagne aux Jeux olympiques d'hiver de 1988
Le Royaume-Uni participe sous le nom de Grande-Bretagne aux Jeux olympiques d'hiver de 1988, qui ont lieu à Calgary au Canada. Ce pays, représenté par 48 athlètes, prend part aux Jeux d'hiver pour la quinzième fois de son histoire après sa présence à toutes les éditions précédentes. Il ne remporte pas de médaille.

## Résultats

### Biathlon

#### Hommes
| Épreuve      | Athlète     | Manquées 1 | Temps         | Rang |
| ------------ | ----------- | ---------- | ------------- | ---- |
| 10 km Sprint | Trevor King | 5          | 30 min 00 s 5 | 61   |
| 10 km Sprint | Mark Langin | 5          | 29 min 52 s 1 | 60   |
| 10 km Sprint | Carl Davies | 2          | 28 min 12 s 1 | 45   |
| 10 km Sprint | Mike Dixon  | 0          | 26 min 53 s 3 | 21   |

| Épreuve | Athlète     | Temps             | Manquées | Temps ajusté 2    | Rang |
| ------- | ----------- | ----------------- | -------- | ----------------- | ---- |
| 20 km   | Mark Langin | 1 h 01 min 50 s 3 | 4        | 1 h 05 min 50 s 3 | 53   |
| 20 km   | Trevor King | 58 min 37 s 9     | 6        | 1 h 04 min 37 s 9 | 47   |
| 20 km   | Carl Davies | 58 min 54 s 1     | 3        | 1 h 01 min 54 s 1 | 28   |
| 20 km   | Mike Dixon  | 57 min 32 s 4     | 2        | 59 min 32 s 4     | 13   |

#### Relais hommes 4 × 7,5 km
| Athlètes                                       | Manche     | Manche            | Manche |
| Athlètes                                       | Manquées 1 | Temps             | Rang   |
| ---------------------------------------------- | ---------- | ----------------- | ------ |
| Mike Dixon Mark Langin Carl Davies Trevor King | 5          | 1 h 31 min 44 s 6 | 13     |

1Une boucle de pénalité 150 mètres par cible manquée doit être parcourue.

2Une minute ajoutée par cible manquée.

### Bobsleigh
| Bob   | Athlètes                    | Épreuve           | Manche 1 | Manche 1 | Manche 2      | Manche 2 | Manche 3      | Manche 3 | Manche 4 | Manche 4 | Total         | Total |
| Bob   | Athlètes                    | Épreuve           | Temps    | Rang     | Temps         | Rang     | Temps         | Rang     | Temps    | Rang     | Temps         | Rang  |
| ----- | --------------------------- | ----------------- | -------- | -------- | ------------- | -------- | ------------- | -------- | -------- | -------- | ------------- | ----- |
| GBR-1 | Tom De La Hunty Alec Leonce | Bob à deux hommes | 57 s 83  | 8        | 59 s 77       | 11       | 1 min 00 s 91 | 15       | 59 s 50  | 10       | 3 min 58 s 01 | 12    |
| GBR-2 | Mark Tout David Armstrong   | Bob à deux hommes | 58 s 10  | 12       | 1 min 00 s 31 | 20       | 1 min 01 s 11 | 20       | 59 s 87  | 15       | 3 min 59 s 39 | 18    |

| Bob   | Athlètes                                                    | Épreuve             | Manche 1 | Manche 1 | Manche 2 | Manche 2 | Manche 3 | Manche 3 | Manche 4 | Manche 4 | Total         | Total |
| Bob   | Athlètes                                                    | Épreuve             | Temps    | Rang     | Temps    | Rang     | Temps    | Rang     | Temps    | Rang     | Temps         | Rang  |
| ----- | ----------------------------------------------------------- | ------------------- | -------- | -------- | -------- | -------- | -------- | -------- | -------- | -------- | ------------- | ----- |
| GBR-1 | Mark Tout David Armstrong Lenny Paul Audley Richards        | Bob à quatre hommes | 57 s 22  | 16       | 58 s 26  | 17       | 56 s 86  | 14       | 57 s 56  | 5        | 3 min 49 s 90 | 12    |
| GBR-2 | Tom De La Hunty Colin Rattigan George Robertson Alec Leonce | Bob à quatre hommes | 57 s 81  | 22       | 58 s 13  | 15       | 56 s 74  | 12       | 58 s 59  | 20       | 3 min 51 s 27 | 17    |

### Luge

#### Hommes
| Athlète         | Manche 1 | Manche 1 | Manche 2 | Manche 2 | Manche 3 | Manche 3 | Manche 4 | Manche 4 | Total          | Total |
| Athlète         | Temps    | Rang     | Temps    | Rang     | Temps    | Rang     | Temps    | Rang     | Temps          | Rang  |
| --------------- | -------- | -------- | -------- | -------- | -------- | -------- | -------- | -------- | -------------- | ----- |
| Stephen Brialey | 49 s 689 | 34       | 48 s 687 | 31       | 47 s 568 | 20       | 47 s 677 | 21       | 3 min 13 s 621 | 30    |
| Nick Ovett      | 48 s 181 | 30       | 48 s 163 | 30       | 48 s 518 | 27       | 48 s 446 | 30       | 3 min 13 s 308 | 28    |
| Macleod Nicol   | 47 s 701 | 27       | 47 s 679 | 24       | 47 s 569 | 21       | 48 s 008 | 23       | 3 min 10 s 957 | 22    |

#### Doubles
| Athlètes                   | Manche 1 | Manche 1 | Manche 2 | Manche 2 | Total          | Total |
| Athlètes                   | Temps    | Rang     | Temps    | Rang     | Temps          | Rang  |
| -------------------------- | -------- | -------- | -------- | -------- | -------------- | ----- |
| Stephen Brialey Nick Ovett | 46 s 912 | 15       | 47 s 764 | 15       | 1 min 34 s 676 | 15    |

#### Femmes
| Athlète        | Manche 1 | Manche 1 | Manche 2 | Manche 2 | Manche 3 | Manche 3 | Manche 4 | Manche 4 | Total          | Total |
| Athlète        | Temps    | Rang     | Temps    | Rang     | Temps    | Rang     | Temps    | Rang     | Temps          | Rang  |
| -------------- | -------- | -------- | -------- | -------- | -------- | -------- | -------- | -------- | -------------- | ----- |
| Alyson Wreford | 49 s 888 | 24       | 48 s 247 | 20       | 47 s 849 | 18       | 47 s 726 | 20       | 3 min 13 s 730 | 20    |

### Patinage artistique

#### Hommes
| Athlète       | CF | SP | FS | TFP  | Rang |
| ------------- | -- | -- | -- | ---- | ---- |
| Paul Robinson | 16 | 21 | 18 | 36.0 | 18   |

#### Femmes
| Athlète       | CF | SP | FS | TFP  | Rang |
| ------------- | -- | -- | -- | ---- | ---- |
| Gina Fulton   | 24 | 24 | 23 | 47.0 | 23   |
| Joanne Conway | 8  | 18 | 16 | 28.0 | 12   |

#### Couples
| Athlètes                   | SP | FS | TFP  | Rang |
| -------------------------- | -- | -- | ---- | ---- |
| Lisa Cushley Neil Cushley  | 14 | 13 | 20.0 | 13   |
| Cheryl Peake Andrew Naylor | 12 | 12 | 18.0 | 12   |

#### Danse sur glace
| Athlètes                 | CD | OD | FD | TFP  | Rang |
| ------------------------ | -- | -- | -- | ---- | ---- |
| Sharon Jones Paul Askham | 13 | 13 | 13 | 26.0 | 13   |

### Patinage de vitesse

#### Hommes
| Épreuve  | Athlète        | Manche         | Manche |
| Épreuve  | Athlète        | Temps          | Rang   |
| -------- | -------------- | -------------- | ------ |
| 1000 m   | Julian Green   | 1 min 57 s 30  | 36     |
| 1000 m   | Craig McNicoll | 1 min 18 s 60  | 34     |
| 1500 m   | Craig McNicoll | 2 min 01 s 89  | 38     |
| 1500 m   | Julian Green   | 1 min 59 s 41  | 37     |
| 5000 m   | Craig McNicoll | 7 min 34 s 14  | 38     |
| 5000 m   | Julian Green   | 7 min 13 s 20  | 37     |
| 10,000 m | Julian Green   | 14 min 59 s 53 | 30     |

### Saut à ski
| Athlète       | Épreuve         | Saut 1   | Saut 1 | Saut 2   | Saut 2 | Total  | Total |
| Athlète       | Épreuve         | Distance | Points | Distance | Points | Points | Rang  |
| ------------- | --------------- | -------- | ------ | -------- | ------ | ------ | ----- |
| Eddie Edwards | Tremplin normal | 55.0     | 34.1   | 55.0     | 35.1   | 69.2   | 58    |
| Eddie Edwards | Grand tremplin  | 71.0     | 30.0   | 67.0     | 27.5   | 57.5   | 55    |

### Ski alpin

#### Hommes
| Athlète         | Épreuve      | Manche 1        | Manche 2        | Total           | Total           |
| Athlète         | Épreuve      | Temps           | Temps           | Temps           | Rang            |
| --------------- | ------------ | --------------- | --------------- | --------------- | --------------- |
| Boris Duncan    | Descente     |                 |                 | 2 min 07 s 88   | 37              |
| Graham Bell     | Descente     |                 |                 | 2 min 04 s 56   | 23              |
| Martin Bell     | Descente     |                 |                 | 2 min 02 s 49   | 8               |
| Graham Bell     | Super-G      |                 |                 | 1 min 48 s 98   | 35              |
| Martin Bell     | Super-G      |                 |                 | 1 min 48 s 82   | 34              |
| Nigel Smith     | Super-G      |                 |                 | 1 min 47 s 15   | 29              |
| Graham Bell     | Slalom géant | N'a pas terminé | N'a pas terminé |                 |                 |
| Morgan Jones    | Slalom géant | N'a pas terminé | N'a pas terminé | N'a pas terminé | N'a pas terminé |
| Robbie Hourmont | Slalom géant | 1 min 13 s 54   | N'a pas terminé | N'a pas terminé | N'a pas terminé |
| Martin Bell     | Slalom géant | 1 min 12 s 64   | 1 min 09 s 72   | 2 min 22 s 36   | 41              |
| Morgan Jones    | Slalom       | N'a pas terminé | N'a pas terminé | N'a pas terminé | N'a pas terminé |
| Robbie Hourmont | Slalom       | 58 s 21         | 53 s 38         | 1 min 51 s 59   | 21              |

#### Combiné hommes
| Athlète      | Descente      | Slalom          | Slalom          | Total           | Total           |
| Athlète      | Temps         | Temps 1         | Temps 2         | Points          | Rang            |
| ------------ | ------------- | --------------- | --------------- | --------------- | --------------- |
| Boris Duncan | 1 min 53 s 40 | N'a pas terminé | N'a pas terminé | N'a pas terminé | N'a pas terminé |
| Graham Bell  | 1 min 50 s 25 | Disqualifié     | Disqualifié     | Disqualifié     | Disqualifié     |
| Martin Bell  | 1 min 49 s 54 | 1 min 24 s 34   | 50 s 49         | 422.79          | 26              |

#### Femmes
| Athlète        | Épreuve      | Manche 1        | Manche 2        | Total           | Total           |
| Athlète        | Épreuve      | Temps           | Temps           | Temps           | Rang            |
| -------------- | ------------ | --------------- | --------------- | --------------- | --------------- |
| Clare Booth    | Descente     |                 |                 | 1 min 32 s 50   | 25              |
| Wendy Lumby    | Descente     |                 |                 | 1 min 29 s 76   | 22              |
| Clare Booth    | Super-G      |                 |                 | 1 min 26 s 27   | 35              |
| Wendy Lumby    | Super-G      |                 |                 | 1 min 24 s 36   | 31              |
| Wendy Lumby    | Slalom géant | Disqualifiée    | Disqualifiée    |                 |                 |
| Sarah Lewis    | Slalom géant | N'a pas terminé | N'a pas terminé | N'a pas terminé | N'a pas terminé |
| Lesley Beck    | Slalom géant | N'a pas terminé | N'a pas terminé | N'a pas terminé | N'a pas terminé |
| Ingrid Grant   | Slalom géant | 1 min 06 s 52   | N'a pas terminé | N'a pas terminé | N'a pas terminé |
| Kirstin Cairns | Slalom       | N'a pas terminé | N'a pas terminé | N'a pas terminé | N'a pas terminé |
| Sarah Lewis    | Slalom       | N'a pas terminé | N'a pas terminé | N'a pas terminé | N'a pas terminé |
| Lesley Beck    | Slalom       | 51 s 70         | N'a pas terminé | N'a pas terminé | N'a pas terminé |

#### Combiné femmes
| Athlète     | Descente      | Slalom          | Slalom          | Total           | Total           |
| Athlète     | Temps         | Temps 1         | Temps 2         | Points          | Rang            |
| ----------- | ------------- | --------------- | --------------- | --------------- | --------------- |
| Clare Booth | 1 min 20 s 58 | N'a pas terminé | N'a pas terminé | N'a pas terminé | N'a pas terminé |
| Wendy Lumby | 1 min 19 s 86 | 44 s 59         | 46 s 43         | 138.06          | 19              |

### Ski de fond

#### Hommes
| Épreuve | Athlète           | Manche            | Manche |
| Épreuve | Athlète           | Temps             | Rang   |
| ------- | ----------------- | ----------------- | ------ |
| 15 km   | Ron Howden        | 50 min 47 s 4     | 73     |
| 15 km   | Martin Watkins    | 49 min 16 s 6     | 65     |
| 15 km   | Patrick Winterton | 48 min 36 s 0     | 60     |
| 15 km   | John Spotswood    | 45 min 47 s 3     | 38     |
| 30 km   | Ewan McKenzie     | 1 h 40 min 06 s 7 | 67     |
| 30 km   | Patrick Winterton | 1 h 39 min 57 s 6 | 66     |
| 30 km   | Martin Watkins    | 1 h 38 min 30 s 3 | 61     |
| 30 km   | John Spotswood    | 1 h 36 min 42 s 7 | 54     |
| 50 km   | Ewan McKenzie     | 2 h 24 min 58 s 2 | 55     |
| 50 km   | Martin Watkins    | 2 h 24 min 48 s 3 | 54     |

#### Relais hommes 4 × 10 km
| Athlètes                                                 | Manche            | Manche |
| Athlètes                                                 | Temps             | Rang   |
| -------------------------------------------------------- | ----------------- | ------ |
| John Spotswood Ewan McKenzie Martin Watkins Andrew Wylie | 1 h 59 min 39 s 3 | 16     |

#### Femmes
| Épreuve | Athlète         | Manche            | Manche |
| Épreuve | Athlète         | Temps             | Rang   |
| ------- | --------------- | ----------------- | ------ |
| 5 km    | Jean Watson     | 18 min 54 s 1     | 53     |
| 5 km    | Louise McKenzie | 18 min 41 s 8     | 52     |
| 10 km   | Jean Watson     | 37 min 54 s 0     | 50     |
| 10 km   | Louise McKenzie | 36 min 58 s 7     | 49     |
| 20 km   | Louise McKenzie | 1 h 11 min 07 s 3 | 52     |